# Gemeinde Mallakastra
Die Gemeinde Mallakastra (albanisch Bashkia e Mallakastrës) ist eine der 61 Gemeinden Albaniens. Hauptort der Gemeinde ist Ballsh; sie gehört zum Qark Fier und hat 15.838 Einwohner (Volkszählung 2023). Die Bevölkerung ist hauptsächlich muslimisch, von denen aber mehr als die Hälfte den Bektaschi zugerechnet wird. Das Gebiet mit einer Fläche von 388 Quadratkilometern bildete bis zu einer Territorialreform im Jahr 2015 den Kreis Mallakastra.

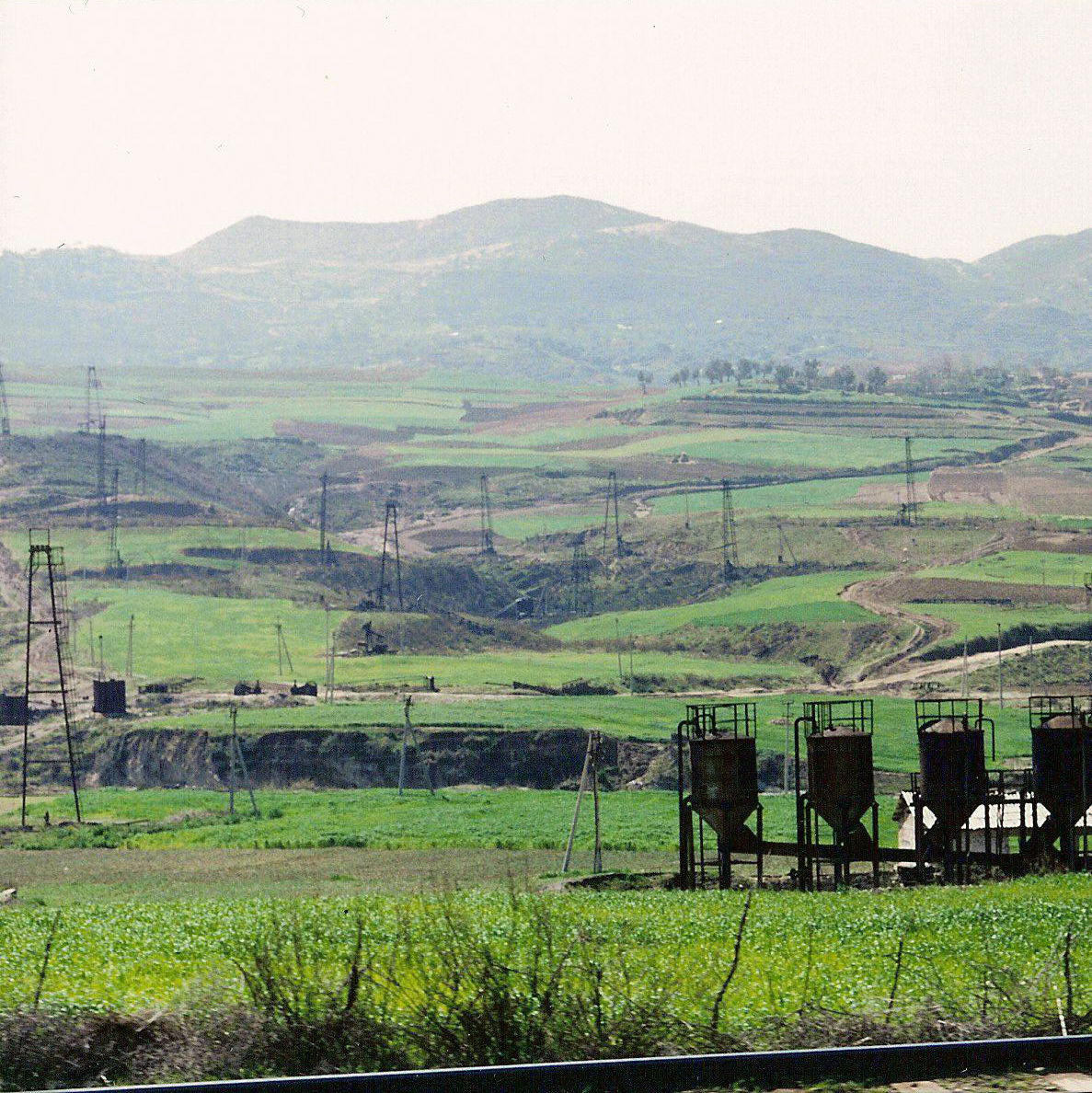
Ölförderung bei Ballsh

Die Region Mallakastra, von der sich der Name der Gemeinde ableitet, bezeichnet das südlich an die Ebene der Myzeqe anschließende Hügelland zwischen Berat und Vlora. Nur wenige Erhebungen übersteigen aber 500 Meter. Der höchste Punkt der Gemeinde ist die Maja e Shëndëllise mit 712 m ü. A. Flacher wird die Landschaft gegen Westen und Norden: Die Südwestgrenze des Kreises wird von der Vjosa gebildet, die hier ein breites Tal formte. Gegen Norden laufen die Hügel in die Myzeqe-Ebene aus.
Die Mallakastra liegt südlich von Fier an der wichtigsten Durchgangsstraße nach Südalbanien, die über Ballsh nach Tepelena, Gjirokastra und zur griechischen Grenze führt. Die Mallakastra ist Zentrum der Ölförderung in Albanien. Zahlreiche Ölpumpen, aber auch verschmutzte Gewässer, zerstörte Landschaft und verdreckte Luft zeugen von diesem Wirtschaftszweig und der Tatsache, dass dem Umweltschutz wenig Bedeutung zugemessen wird. Ballsh ist Standort einer stillgelegten Raffinerie und das Ende der stillgelegten Eisenbahnstrecke aus Fier.
2011 lebten noch 25.062 Einwohner auf dem Gebiet der Gemeinde. Die Bevölkerung ist somit in zwölf Jahren um 38 % geschrumpft. 

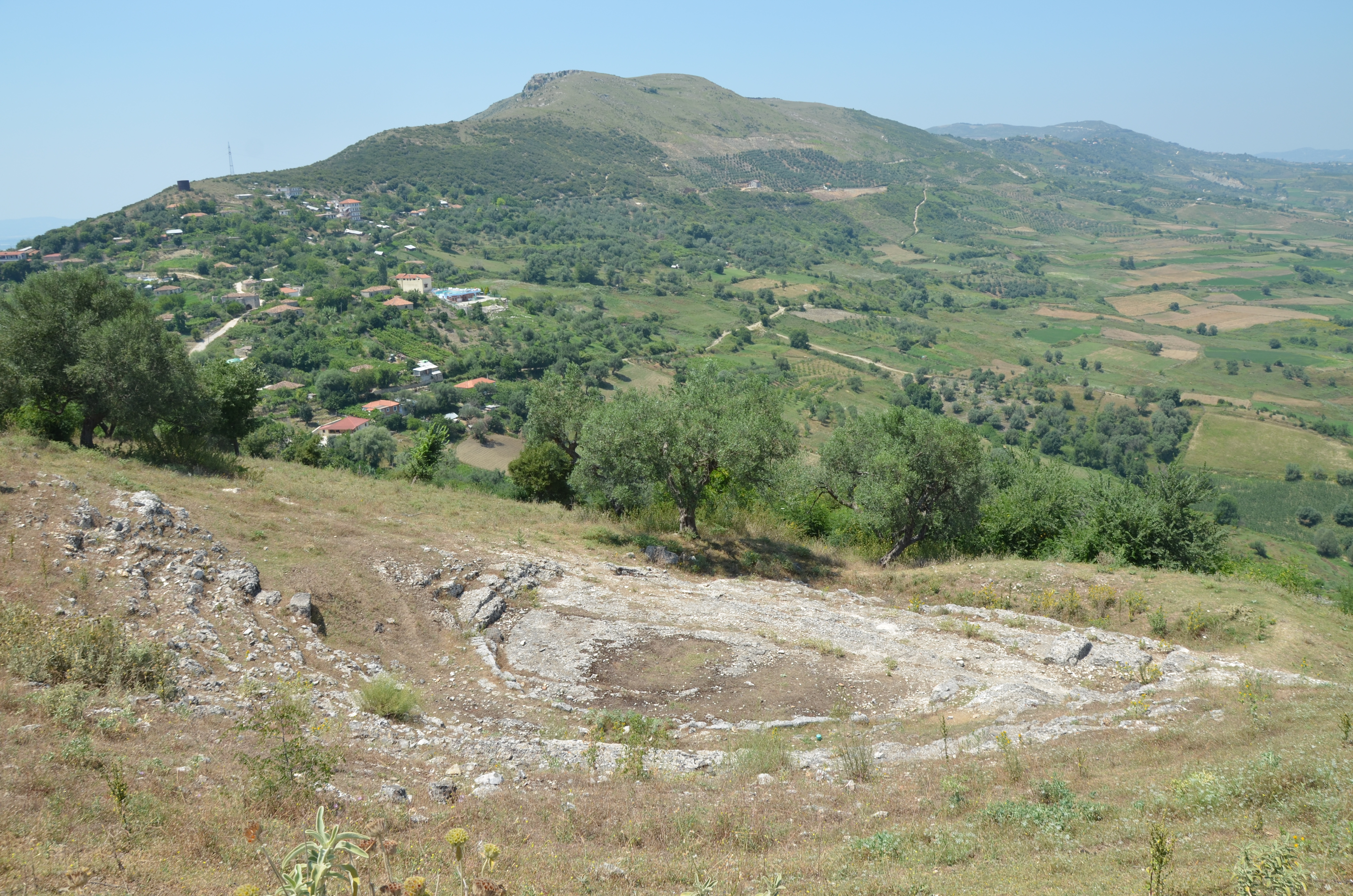
Nikaia bei Klos

Obwohl heute eher Randregion, hat die Mallakastra eine reiche Geschichte. In Ballsh findet sich eine frühchristliche Kirche. Einige Kilometer südlich von Ballsh liegt die wichtige illyrische Stadt Byllis, nur unweit davon beim Dorf Klos die antike illyrische Stadt Nikaia.

## Verwaltungseinheiten
Im Sommer 2015 wurden neun Gemeinden zur Gemeinde Mallakstra zusammengelegt. Seither bilden diese Njësitë administrative (Verwaltungseinheiten) innerhalb der Bashkia Mallakastra.
| Name           | Einwohner 2023 | Einwohner 2011 | Gemeindeart |
| -------------- | -------------- | -------------- | ----------- |
| Ballsh         | 4.944          | 7.657          | Bashkia     |
| Aranitas       | 1.363          | 2.714          | Komuna      |
| Fratar         | 1.965          | 3.221          | Komuna      |
| Greshica       | 594            | 1.152          | Komuna      |
| Hekal          | 1.577          | 2.623          | Komuna      |
| Kuta           | 1.126          | 1.977          | Komuna      |
| Ngraçan        | 250            | 588            | Komuna      |
| Qendër (Dukas) | 3.552          | 6.253          | Komuna      |
| Selita         | 467            | 877            | Komuna      |